# 5 februarie
ianuarie • februarie • martie  • aprilie  • mai  • iunie  • iulie  • august  • septembrie  • octombrie  • noiembrie  • decembrie
5 februarie este a 36-a zi a calendarului gregorian. Mai sunt 329 de zile până la sfârșitul anului (330 de zile în anii bisecți).

## Evenimente

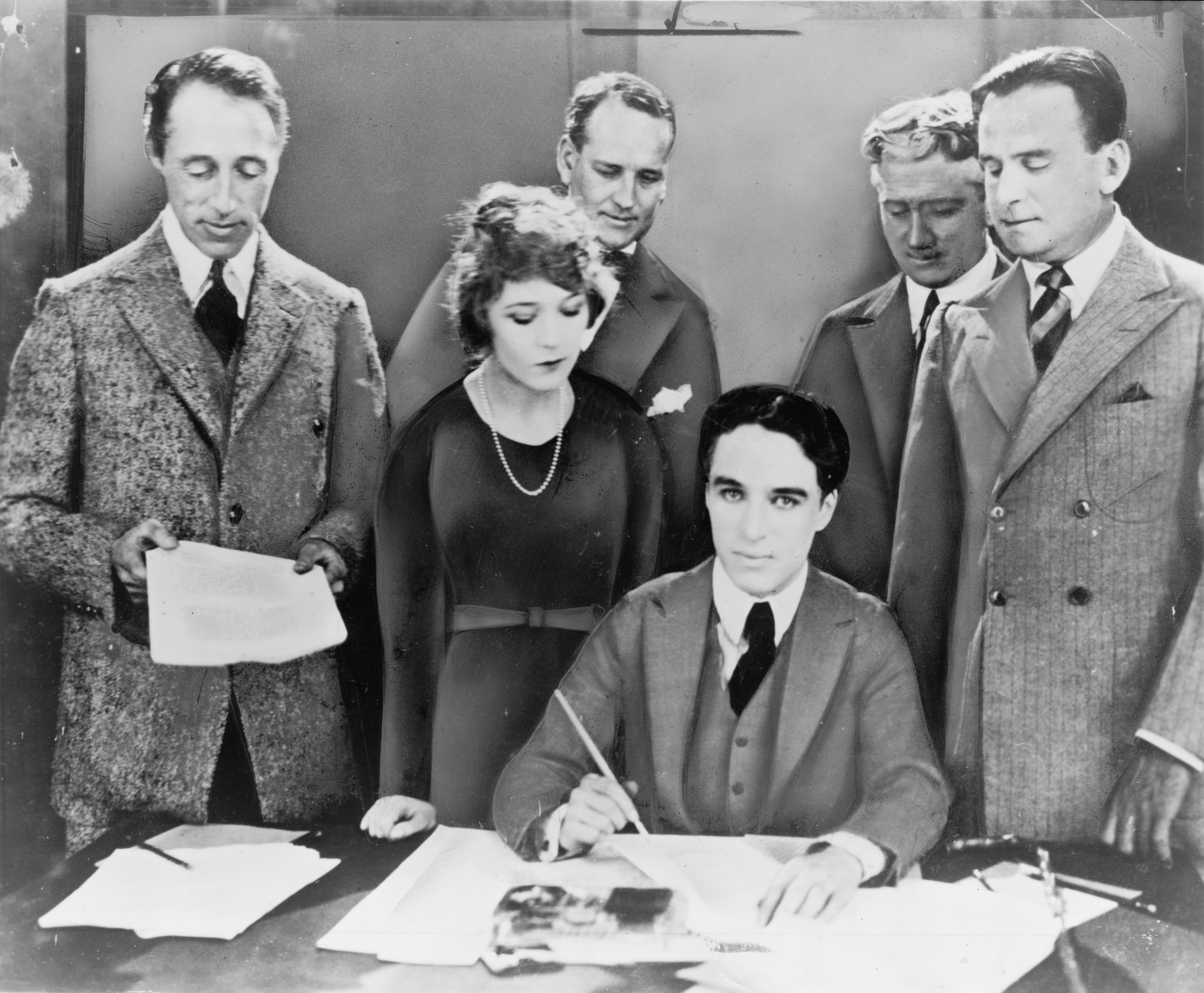
1919: D.W. Griffith, Mary Pickford, Charlie Chaplin (așezat) și Douglas Fairbanks, la semnarea contractului de instituire United Artists. În spate avocații Albert Banzhaf (stânga) și Dennis F. O'Brien (dreapta).

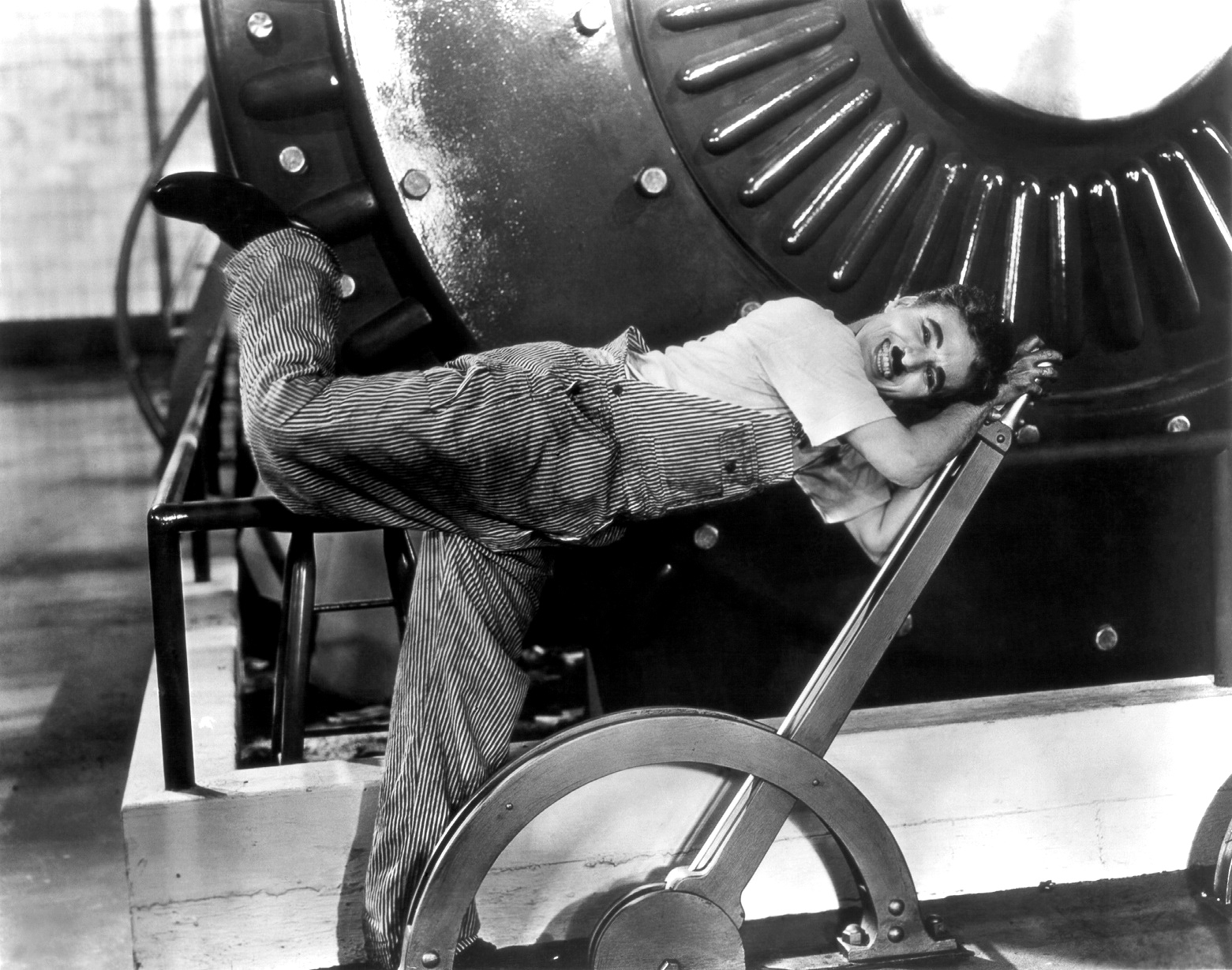
1936: Filmul mut al lui Charlie Chaplin, Modern Times („Timpuri noi”) are premiera la New York. Filmul, care satirizează taylorismul, a devenit una dintre cele mai reușite lucrări ale lui Chaplin.

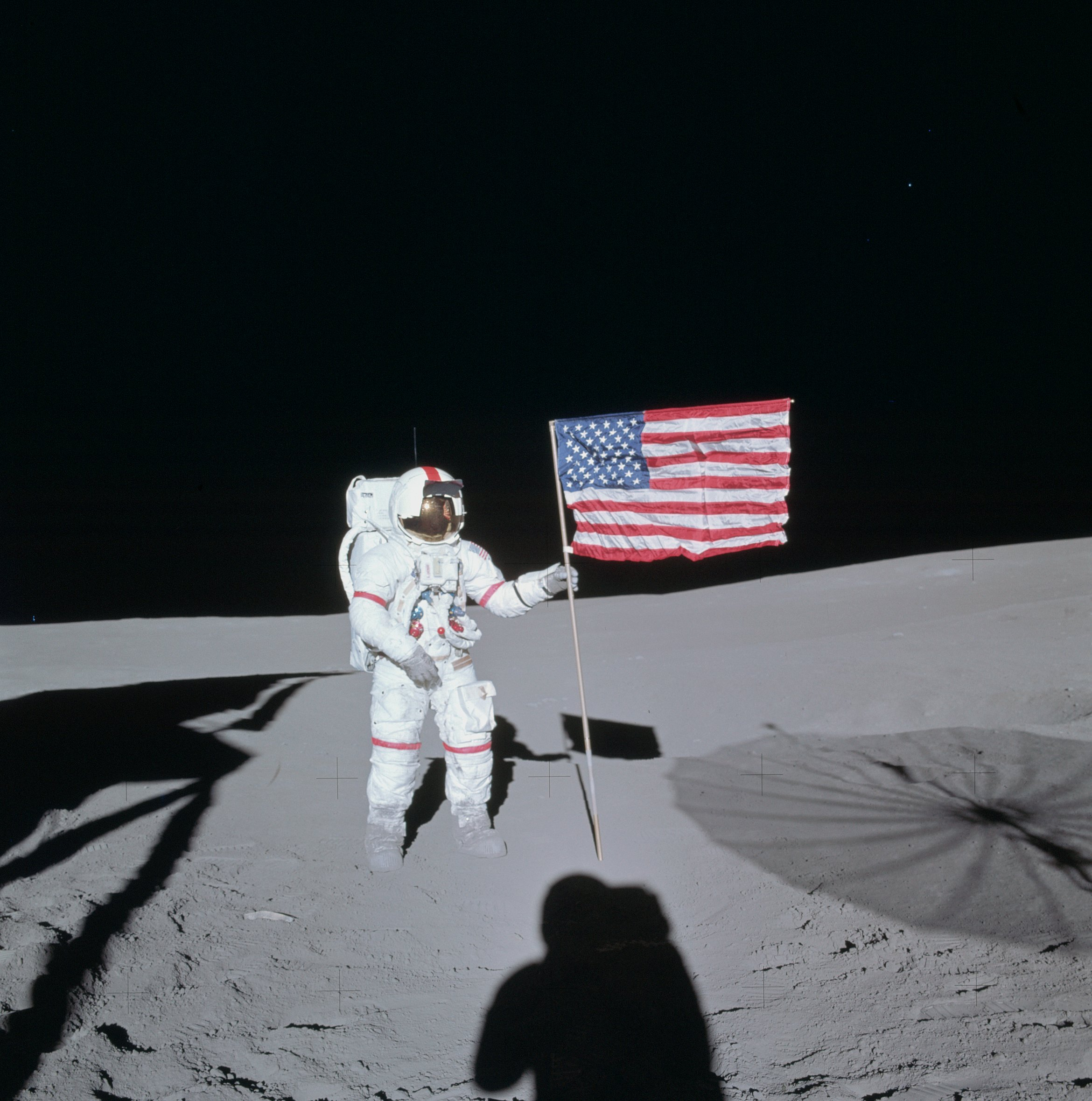
1971: Aselenizarea navei Apollo 14. În fotografie comandantul misiunii, Alan Shepard.

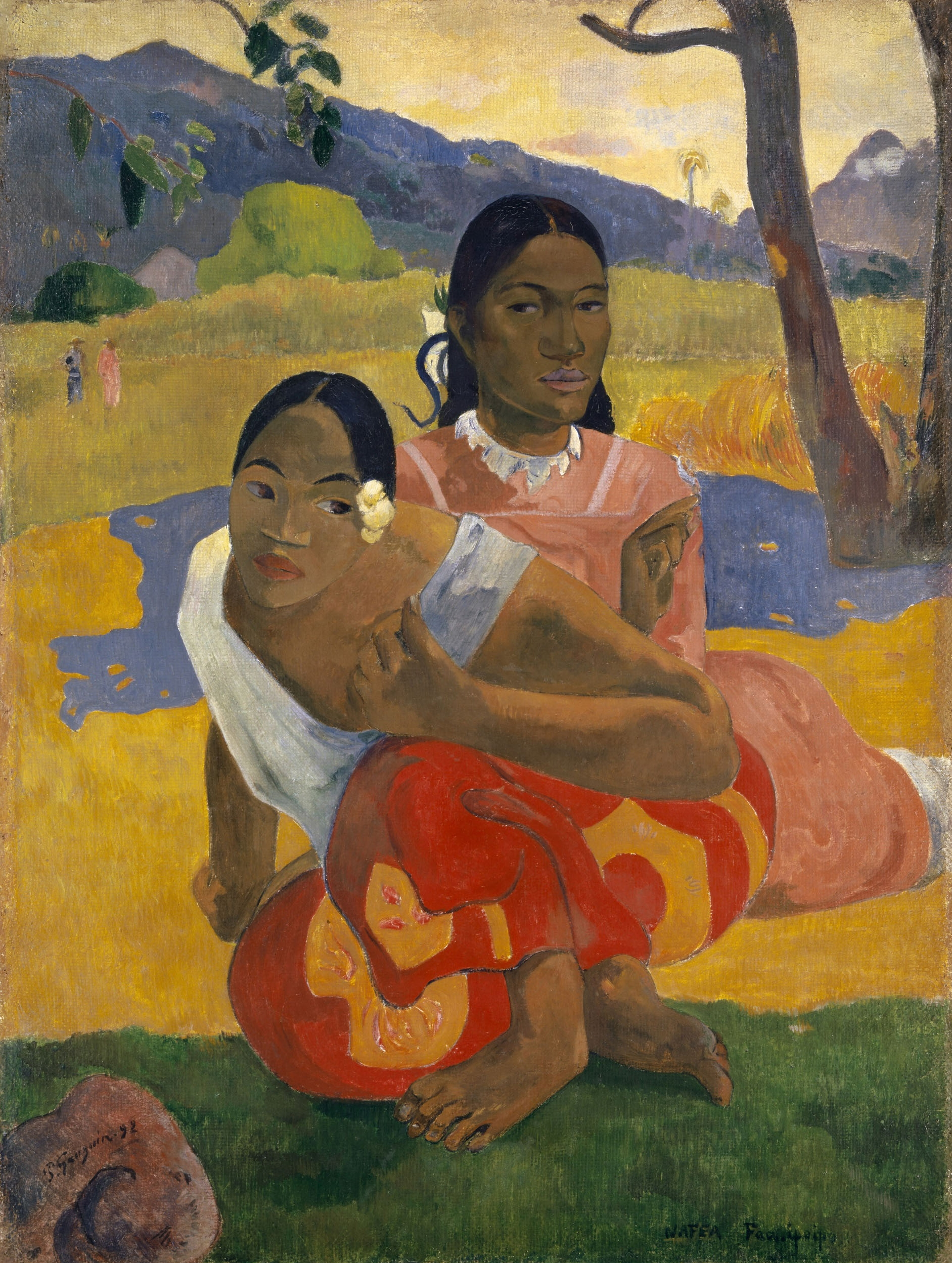
2015: Tabloul Nafea Faa Ipoipo ("Când te vei căsători?"), pictat de francezul Paul Gauguin în 1892 și care prezintă două fete din Tahiti, a fost vândut pentru 300 de milioane de dolari, devenind cea mai scumpă operă de artă din istorie.

- 0062: Orașul Pompeii a fost lovit de un cutremur catastrofal, cu 17 ani înainte de a fi distrus de erupția Vezuviului.
- 1535: Apare prima lege specifică referitoare la săraci și aparține Parlamentului din Paris, Franța
- 1597: Execuția celor 26 de martiri de la Nagasaki, prima execuție a unor creștini în Japonia.
- 1601: Baba Novac, vestit haiduc sârb, căpitan al lui Mihai Viteazul, este ars pe rug, în piața Clujului, de către magnați maghiari.
- 1649: Charles Stuart, fiul regelui Carol I, este declarat regele Carol al II-lea al Angliei și Scoției de Parlamentul scoțian.[1]
- 1690: Este încheiat la Sibiu tratatul dintre domnul Moldovei, Constantin Cantemir (1685-1693), și Sfântul Imperiu Roman, reprezentat prin generalul imperial Donat Heissler.
- 1818: Jean-Baptiste Bernadotte devine rege al Suediei și rege al Norvegiei.
- 1843: Este observată Marea Cometă din 1843, care aparține grupului Kreutz. Cometa este una din marea cometei a secolului al XIX-lea.
- 1852: Muzeul Ermitaj din Sankt Petersburg, Rusia, unul dintre cele mai mari și vechi muzee din lume, este deschis publicului.
- 1859: Alexandru Ioan Cuza, domnitor al Moldovei, este ales ca domnitor și al Țării Românești, săvârșind mica Unire a Principatelor Române (24 ianuarie pe stil vechi - calendarul Iulian). Astfel Principatele Române au devenit prima regiune autonomă românească din Imperiul Otoman, prin votul popular favorabil unirii în ambele țări, dând naștere statului românesc modern de astăzi.
- 1861: La Sighet este înființată „Asociația pentru cultura poporului român din Maramureș”.
- 1867: Este încheiat acordul austro-ungar privind crearea statului dualist Austro-Ungaria, în cadrul căruia Marele Principat al Transilvaniei era dizolvat și încorporat Ungariei, desființându-i-se autonomia.
- 1876: Apare prima revistă română de medicină din Transilvania “Higiena și școala”, editată de Paul Vasici-Ungureanu.
- 1885: Regele Leopold al II-lea al Belgiei a înființat Statul Independent Congo în centrul Africii, stat pe care apoi l-a condus ca pe o posesiune personală.
- 1889: Ministrul de externe al României P.P. Carp cere Direcțiunii Generale a Telegrafelor și Poștelor, din subordinea Ministerului de Interne, să ofere Agenției Telegrafice Române, care este în curs de organizare la București, o "odae mare în casele ce ocupă". În aceeași zi, directorul general al telegrafelor și poștelor răspunde că a luat măsurile cuvenite pentru ca de la 1/13 aprilie "să se pună la dispozițiunea noii agenții telegrafice române ce este în ajun a se înființa" spațiul solicitat. (24 ianuarie/5 februarie)
- 1905: A avut loc premiera piesei “Manasse” de Ronetti Roman, la Teatrul Național din București, cu Constantin Nottara în rolul principal
- 1919: A fost creată compania United Artists (UA), unele dintre cele mai mari studiouri cinematografice ale secolului trecut de către Charlie Chaplin, Mary Pickford, Douglas Fairbanks și D.W. Griffith.
- 1925: Stabilirea de relații diplomatice la nivel de legație între România și Chile.
- 1936: Filmul mut al lui Charlie Chaplin, Modern Times („Timpuri noi”) are premiera la New York. Filmul, care satirizează taylorismul, a devenit una dintre cele mai reușite lucrări ale lui Chaplin.
- 1945: Demonstrații împotriva guvernului Rădescu organizate și plătite de bolșevici.
- 1946: Anglia și Statele Unite ale Americii recunosc guvernul condus de Petru Groza și reiau legăturile diplomatice cu România.
- 1958: O bombă cu hidrogen cunoscută sub numele de Tybee Bomb este pierdută de Forțele Aeriene ale SUA în largul coastei Savannah, Georgia; n-a fost recuperată până în prezent (2021).
- 1971: Aselenizarea navei cosmice americane Apollo 14 (a fost lansată la 31 ianuarie 1971, comandant al navei fiind Alan Shepard).
- 1979: Are loc premiera filmului "Nea Mărin Miliardar" în regia lui Sergiu Nicolaescu, în rolul principal Amza Pellea.
- 1980: Primul concert al lui Cristi Minculescu cu formația Iris.
- 1983: Anișoara Cușmir realizează un nou record mondial de sală la săritura în lungime (6,92 m).
- 1990: A fost înființat la București Muzeul Țăranului Român, continuatorul muzeului de etnografie, artă națională, artă decorativă și industrială, inaugurat la 1 octombrie 1906.
- 1991: România a fost aleasă membră a Comitetului ONU pentru Resurse Naturale, la sesiunea anuală a ESCOSOC (Consiliul Economic și Social al ONU).
- 1991: Franța, Spania și Italia au semnat protocolul cu privire la elaborarea unui sistem comun de rachete antiaeriene.
- 1999: Reuniunea Comitetului Internaționalei Socialiste pentru Europa Centrală și de Est (București, 5–6)
- 2000: Forțele ruse masacrează cel puțin 60 de civili în Novye Aldi suburbie a Groznîi, Cecenia.
- 2003: A intrat în vigoare Charta Constituțională a Serbiei și Muntenegru, după adoptarea de către Parlamentul Federal de la Belgrad.
- 2004: România a devenit membră de facto a NATO, toate cele 19 state membre ale NATO ratificând protocolul de aderare.
- 2015: Tabloul Nafea Faa Ipoipo ("Când te vei căsători?"), pictat de francezul Paul Gauguin în 1892 și care prezintă două fete din Tahiti, a fost vândut pentru 300 de milioane de dolari, devenind cea mai scumpă operă de artă din istorie.
- 2017: Un număr record de protestatari au cerut în Piața Victoriei din București demisia guvernului PSD. Potrivit unor surse peste 200.000 de oameni,[2] potrivit altor surse peste 150.000.[3] Zeci de mii de oameni au ieșit în stradă și în alte orașe din țară: Arad, Brașov, Constanța, Craiova, Iași, Sibiu, Timișoara. În același timp, aproximativ 2.000 de persoane au participat la o manifestație de susținere a guvernului, în fața Palatului Cotroceni.[4]
- 2020: Președintele american Donald Trump a fost achitat de Senat cu 52 la 48, împotriva acuzației de abuz de putere și cu 53 la 47, împotriva acuzației de obstrucționare a Justiției.
- 2020: Moțiunea de cenzură intitulată „Guvernul Orban/PNL – privatizarea democrației românești” inițiată de PSD împotriva guvernului Orban a fost adoptată de Parlament cu 261 de voturi „pentru” și 139 de voturi „împotrivă”.[5]

## Nașteri
- 1788: Robert Peel, prim-ministru al Regatului Unit (d. 1850)
- 1851: Ștefan Hepites, fizician și meteorolog, membru și vicepreședinte al Academiei Române (5/17) (d. 1922)
- 1878: André Citroën, pionier al automobilelor franceze (d. 1935)
- 1887: Corneliu Dragalina, general român, fiul generalului Ion Dragalina (d. 1949)
- 1896: Nicolae Bagdasar, filosof, academician român (d. 1971)
- 1906: John Carradine, actor american (d. 1988)

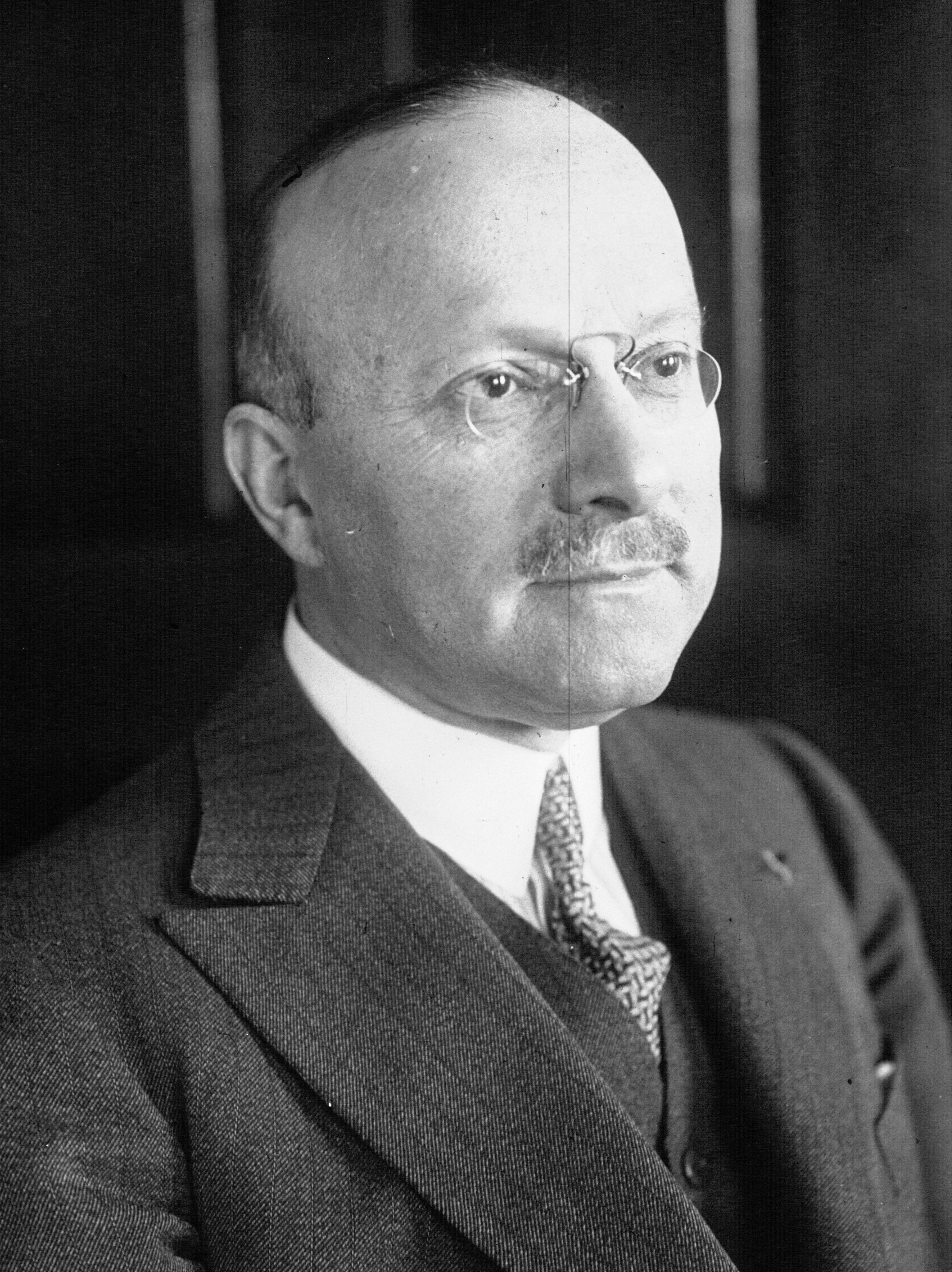
André Citroën, pionier al automobilelor franceze
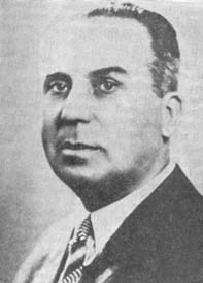
Nicolae Bagdasar, filosof, academician român
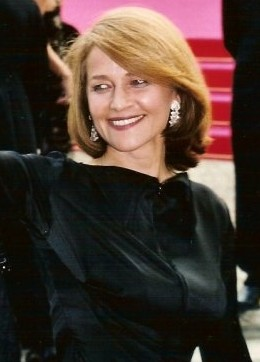
Charlotte Rampling, actrița britanică

- 1914: William S. Burroughs, scriitor american (d. 1997)
- 1915: Robert Hofstadter, fizician american (d. 1990)
- 1919: Ion Dobran, aviator militar român, unul din așii aviației de vânătoare române în timpul celui de al Doilea Război Mondial (d. 2021)
- 1928: Hristu Cândroveanu, critic literar și poet român (d. 2013)
- 1946: Charlotte Rampling, actrița britanică de film
- 1948: Sven-Göran Eriksson, jucător și antrenor suedez de fotbal (d. 2024)
- 1948: Barbara Hershey, actriță americană
- 1948: Tom Wilkinson, actor britanic (d. 2023)
- 1962: Mihai Bisericanu, actor român
- 1964: Duff McKagan, basistul trupei Guns N' Roses
- 1964: Laura Linney, actriță americană

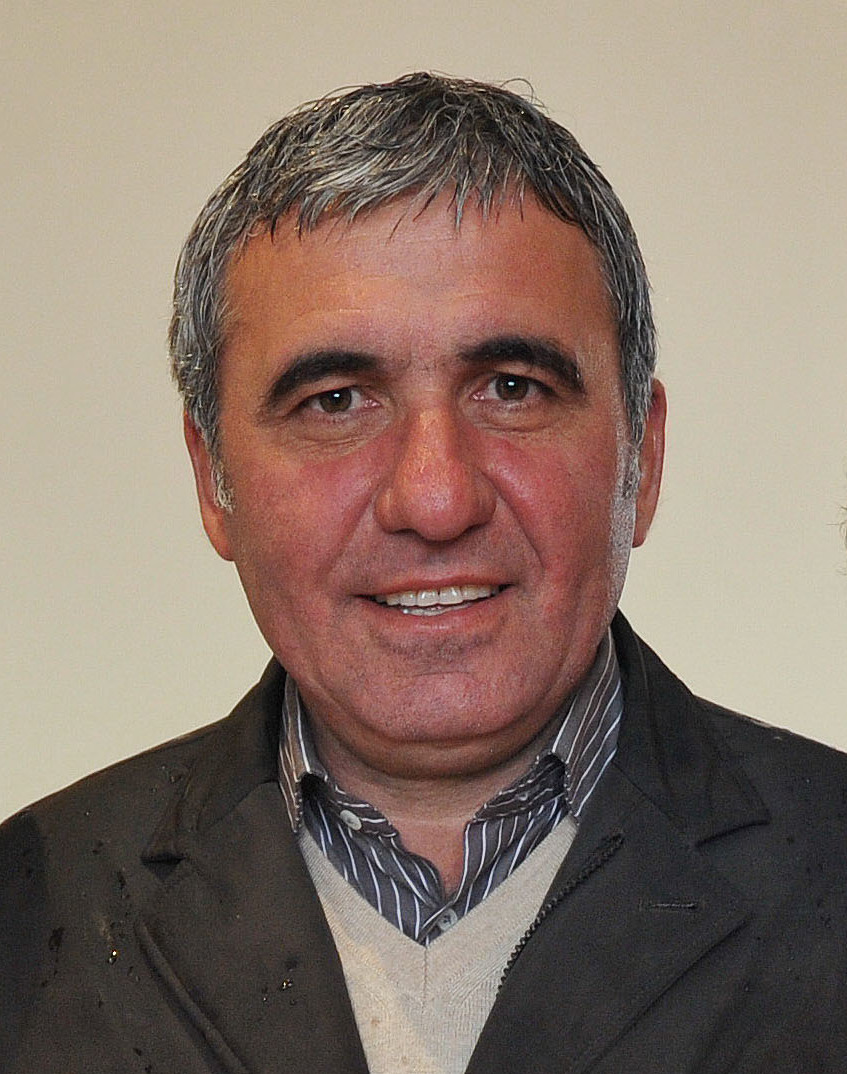
Gheorghe Hagi, fotbalist și antrenor român
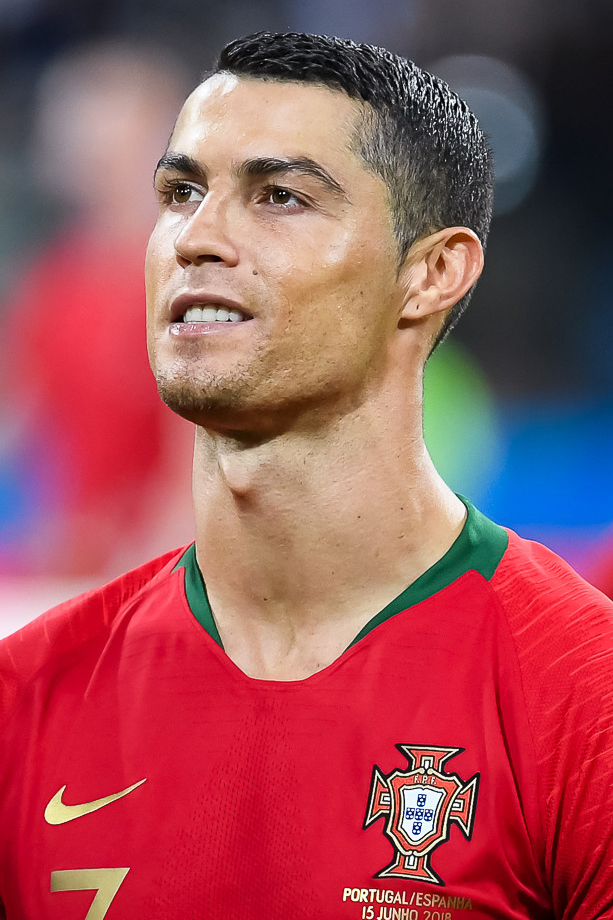
Cristiano Ronaldo, fotbalist portughez
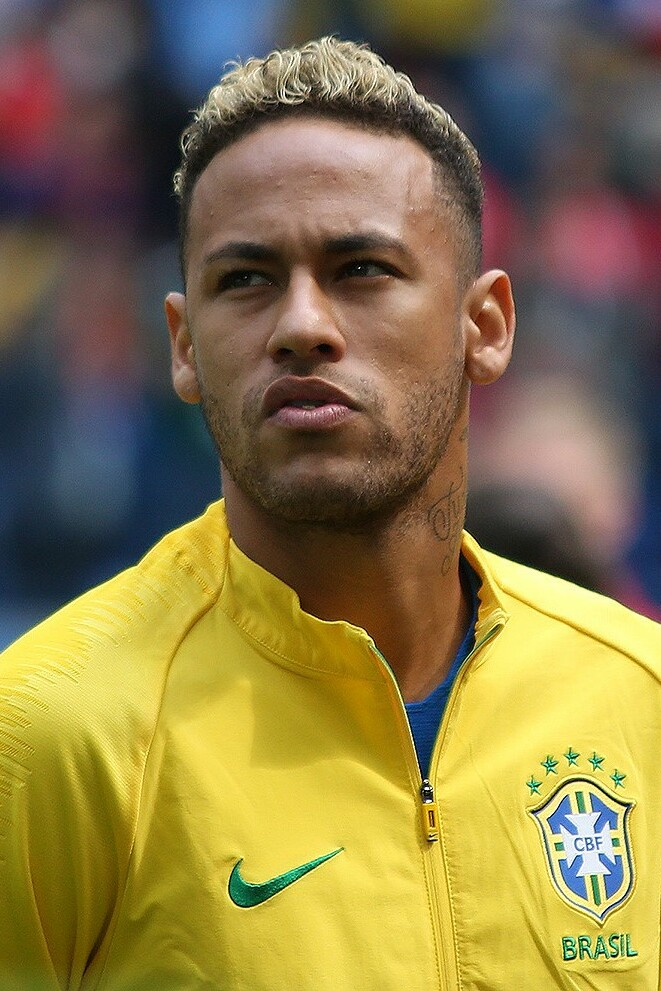
Neymar, fotbalist brazilian

- 1965: Gheorghe Hagi, fotbalist și antrenor român
- 1969: Michael Sheen, actor britanic
- 1969: Bobby Brown, solist american, soțul cântăreței Whitney Houston
- 1972: Mary Donaldson, soția regelui Frederik al Danemarcei
- 1975: Giovanni van Bronckhorst, fotbalist olandez
- 1984: Carlos Tevez, fotbalist argentinian
- 1985: Cristiano Ronaldo, fotbalist portughez
- 1988: Eric Bicfalvi, fotbalist român
- 1992: Neymar, fotbalist brazilian

## Decese
- 1597: Paul Miki, călugăr iezuit, unul din cei 26 de martiri din Nagasaki (n. 1562)
- 1601: Baba Novac, vestit haiduc sărb, căpitan al lui Mihai Viteazul (n. 1521)
- 1661: Împăratul Shunzhi al Chinei (n. 1638)
- 1790: William Cullen, medic și chimist scoțian (n. 1710)
- 1818: Regele Carol al XIII-lea al Suediei (n. 1748)
- 1859: Alecu Russo, poet, prozator, eseist, memorialist și critic literar, ideolog al generației de la 1848 (n. 1819)
- 1881: Thomas Carlyle, scriitor și istoric scoțian (n. 1795)
- 1937: Lou Andreas-Salomé, scriitoare de origine rusă (n. 1861)
- 1939: Gheorghe Țițeica, matematician, deschizător de drumuri în geometria diferențială, membru, vicepreședinte (1924-1925) și secretar general (1929-1939) al Academiei Române (n. 1873)
- 1953: Iuliu Maniu, politician român, președinte al Partidului Național-Țărănesc, prim-ministru al României în mai multe rânduri (n. 1873)

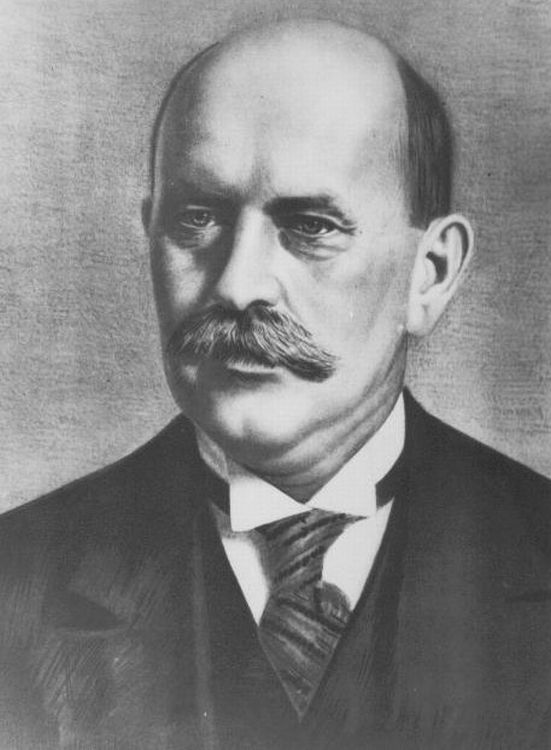
Gheorghe Țițeica, matematician român
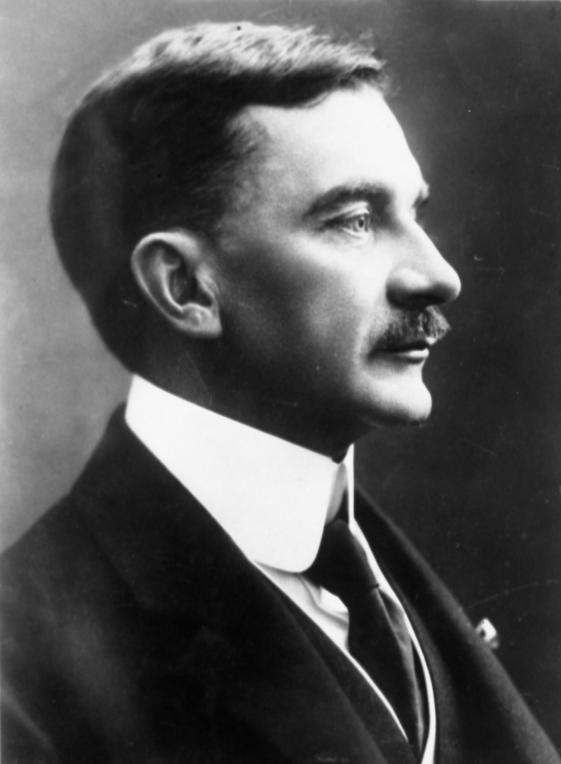
Iuliu Maniu, politician român, președintele PNȚ
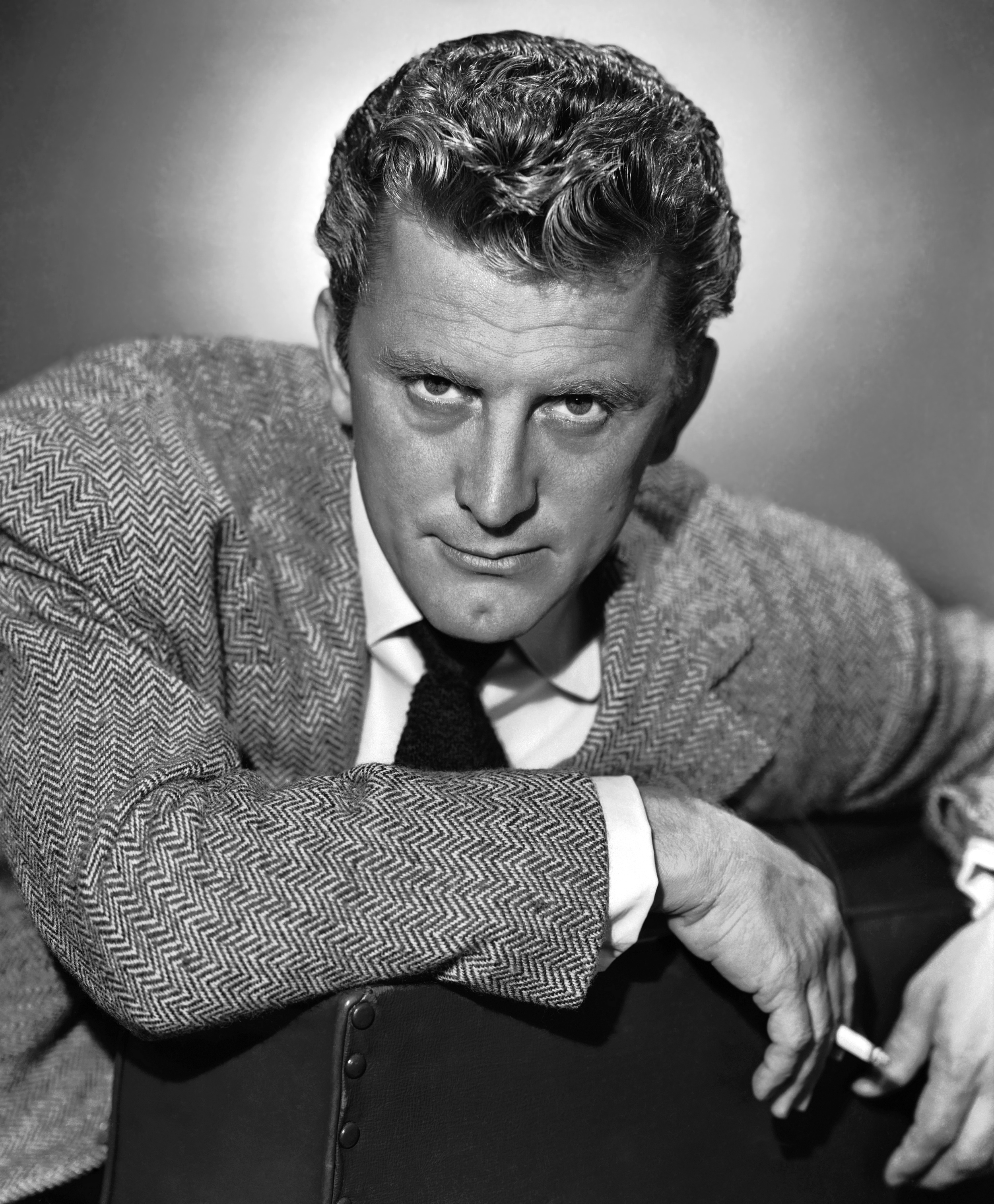
Kirk Douglas, actor american

- 1958: Oreste Puliti, scrimer italian (n. 1891)
- 1963: Ion Mihalache, politician român, ministru în mai multe guverne, fondator și președinte al Partidului Țărănesc (n. 1882)
- 1986: Grigore Băjenaru, scriitor român (n. 1907)
- 1998: Pompiliu Dumitrescu, grafician român (n. 1941)
- 1999: Wassily Leontief, economist rus, laureat Nobel (n. 1906)
- 2015: Val Logsdon Fitch, fizician american, laureat Nobel (n. 1923)
- 2019: Václav Vorlíček, regizor ceh de film (n. 1930)
- 2020: Ilie Constantin, poet, prozator și eseist român stabilit în Franța (n. 1939)
- 2020: Kirk Douglas, actor și regizor evreu-american, producător de film, laureat Oscar (n. 1916)
- 2021: Christopher Plummer, actor canadian de teatru și film (n. 1929)
- 2022: Damirbek Olimov, cântăreț tadjic (n. 1989)
- 2023: Hansi Schmidt, handbalist născut în România (n. 1942)

## Sărbători
- Sfânta Agata, fecioară martiră